# Ptocasius linzhiensis
Ptocasius linzhiensis là một loài nhện trong họ Salticidae.
Loài này thuộc chi Ptocasius. Ptocasius linzhiensis được Hsen Hsu Hu miêu tả năm 2001.